# Spiloptila clamans
La prinia charlatana (Spiloptila clamans) es una especie de ave paseriforme de la familia Cisticolidae propia del Sahel. Es la única especie de género Spiloptila. 

## Descripción
La prina charlatana es un pájaro pequeño, de unos 9–10 cm de longitud total, con una larga cola, compuesta de doce plumas grises con las puntas negras y blancas. Las plumas del centro de la cola son más largas y van disminuyendo progresivamente hacia los laterales, por lo que cuando la despliega es escalonada. El plumaje de las partes superiores de su cuerpo es en general de color canela claro, con veteado negro en el píleo y también es negro las pluntas de las primarias y las coberteras de las alas. Su obispillo es de color amarillo claro, y presenta una lista superciliar blanca, y las partes inferiores de su cuerpo son blanquecinas. El macho presenta tonos más grisáceos en la nuca. 

## Distribución y hábitat
La prinia charlatana se extiende por el Sahel, desde el sur de Mauritania y el norte de Senegal hasta to Sudán del Sur y Eritrea. También se ha descubierto que crían en el Sahara Occidental, en Oued Jenna cerca de Assouerd.
La prina charlatana cría en zonas de matorral espino, especialmente en los matorrales de acacias, incluso se extiende en el desierto, mientras tenga suficiente vegetación, y en la sabana con árboles de hoja ancha, pero evita las planicies herbáceas y los matorrales densos.

## Comportamiento
La prinia charlatana es una especie bastante sociable y generalmente se observa en pequeños grupos, de alrededor de una docena de individuos, que se mueven incansablemente de matorral en matorral. Cuando está en el suelo o posado en una rama mueve su cola arriba y abajo y también de lado a lado, mientras emite llamadas monótomas parecidas a las de los grillos. Suele cantar cuando está posado en ramas altas. Se alienta de insectos, que busca en los matorrales o entre las matas de hierba. Es un migrante parcial, ya que las poblaciones del norte se trasladan al sur en la temporada seca, y regresan con las lluvias. La época de cría ha sido registrada en julio en  Mali y Mauritania, durante todo el año en Senegal, y de enero a abril y de nuevo en agosto en Sudán del Sur.